# Гланц, Шандор
Шандор Гланц (венг. Glancz Sándor, 14 июля 1908 — 17 января 1974) — венгерский игрок в настольный теннис, чемпион мира, чемпион Венгрии.

## Биография
Родился в 1908 году. По национальности — еврей. В 1927 году стал чемпионом Венгрии в одиночном разряде. В 1928 году стал чемпионом Венгрии в парном разряде, а на чемпионате мира стал обладателем золотой и бронзовой наград. В 1929 году завоевал золотую и бронзовую медали чемпионата мира. На чемпионате мира 1930 года стал обладателем двух бронзовых медалей. В 1931 году завоевал бронзовую медаль чемпионата мира. На чемпионате мира 1932 года стал обладателем серебряной и бронзовой медали. На чемпионате мира 1933 года смог получить награды в каждом из видов состязаний: две золотых, серебряную и бронзовую. на чемпионате мира 1934 года (который на самом деле прошёл в декабре 1933 года) смог завоевать лишь одну серебряную медаль.